# Pasaporte brasileño

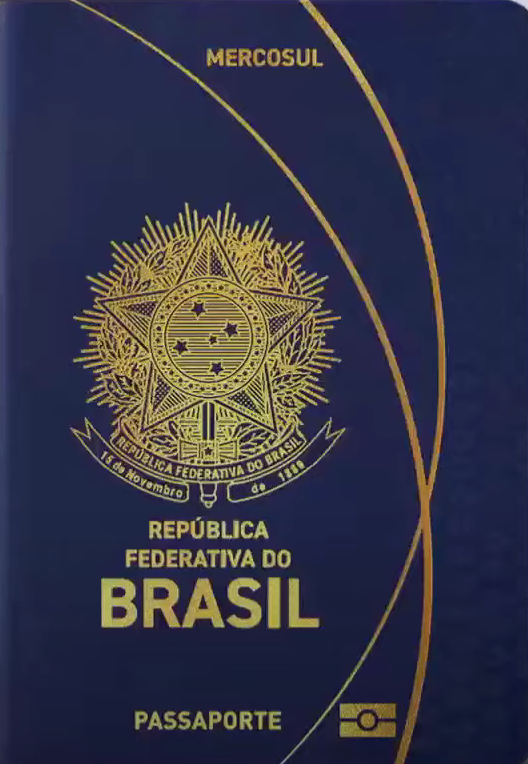
Portada del pasaporte Vigente

El pasaporte brasileño (en portugués: Passaporte brasileiro) es el documento de identidad internacional en formato de libreta electrónica emitido para los ciudadanos brasileños que viajan al extranjero. El organismo encargado de la emisión de este documento es la Policía Federal.
En total, el país emite hasta seis pasaporte, cada uno con diferente especificación. Los ciudadanos brasileños pueden viajar a países miembros y asociados al Mercosur (excepto Guyana y Surinam) sin el pasaporte, siempre que tengan un documento de identidad nacional.
El pasaporte brasileño es considerado el decimoséptimo pasaporte más poderoso del mundo.

## Historia
La palabra "pasaporte" fue agregada, por primera vez, a la constitución brasileña de 1891, donde definía que cualquier persona, de cualquier nacionalidad, podría entrar y salir del país, en tiempos de paz. Pero antes de eso, en 1530, hubo registros de entrada y control de los pasaportes portugueses y alemanes durante la inmigración europea a Brasil.

## Apariencia

### Página Biográfica
La primera página del pasaporte incluye:
- Fotografía (5x7 cm, fondo blanco, cara completa a la vista)
- Tipo de documento (P para pasaporte)
- País emissor (BRA = Brasil)
- Número de pasaporte
- Apellido(s)
- Nombre(s) propio(s)
- Nacionalidad (Brasileño(a))
- Fecha de nacimiento (dd.mm.aaaa)
- Número de identidad (en blanco por defecto)
- Sexo
- Lugar de nacimiento (localidad y código de unidad federativa, o país de nacimiento, si nació en el extranjero)
- Filiación (lo(s) ascendiente(s) legal(es)
- Fecha de asunto (dd.mm.aaa)
- Fecha de caducidad (dd.mm.aaa)
- La autoridad emissora

## Exención de pasaporte
Con el objetivo de facilitar el libre tránsito entre países de América del Sur, para el ingreso de ciudadanos brasileños en la mayoría de los países sudamericanos no se necesita pasaporte, siendo válido sólo la cédula de identidad para estancias que no requieren de un visado, éstos son: Argentina, Bolivia, Chile, Colombia, Ecuador, Paraguay, Perú, Uruguay y Venezuela.
|                                         |
| Pasaporte oficial de Brasil hasta 1970. |

|                                            |
| Pasaporte de Brasil desde 1970 hasta 2006. |

|                                         |
| Pasaporte biométrico entre 2010 y 2015. |

|                                                |
| Pasaporte biométrico vigente entre 2015 y 2019 |

|                           |
| Vigente entre 2019 y 2023 |

|                                |
| Estampa de ingreso en el país. |

|                                            |
| Estampa de salida del territorio nacional. |

## Libertad de viaje para ciudadanos brasileños
De acuerdo al Índice de restricciones de Visa Henley de 2021 los ciudadanos de nacionalidad brasileña pueden viajar a 171 países sin la necesidad de visado previo para estadías temporales que no lo solicitan (turismo, negocios, visitas, etc.), adicionalmente a nueve naciones sin necesidad de pasaporte, convirtiéndolos así como los acreedores del segundo pasaporte con menores restricciones de América Latina; este pasaporte brasileño se encuentra en la 17.ª posición en la clasificación mundial.